# Direc-T
Direc-T ist eine türkische Alternative-Rock-Band. Mitglieder der Band sind Alex Tintaru, Bilge Kösebalaban und Özgür Peştimalci.

## Bandgeschichte
Der Name Direc-T (Pfosten im Türkischen) hat seinen Ursprung in einem Autounfall der Band im Jahr 1997, bei dem diese mit einem Pfosten zusammenstieß.
Alex Tintaru schloss sich im Jahre 2000 der Band als Bassist an. Die Band gewann ihren ersten Musikpreis 2001 bei den Roxy Musik-Preisen. 
2002 trat die Band zusammen mit David Byrne, Masse, Turnschuh-Kuppler und Karl Cox beim alternativen Festival in Istanbul auf. 
2003 unterschrieben sie einen Plattenvertrag und nahmen anschließend ihr erstes Studioalbum mit Deniz Yılmaz (Kurban) als Produzenten auf. Ihr erstes Album Rus Kozmonatları wurde im Juni 2004 mit 10 türkischen Liedern und einem englischen Lied veröffentlicht. Die Band nahm zusätzlich Videos zu den Liedern „Dur Sakın Konuşma“, „Hasret“ und „Ama Sen Varsın“ auf.
Ihr zweites Album Olympos veröffentlichten sie 2005. Dieses Album ist auch in Russland und der Ukraine erhältlich.

## Diskografie

### Alben
- 2004: Rus Kozmonotlari
- 2005: Olympos
- 2010: Son Ağaç
- 2017: Dör-t

### Singles (Auswahl)
- 2004: Hasret
- 2004: Ama Sen Varsın
- 2004: Başa Dönebilir Miyiz?
- 2005: Ama Aşkım Yok
- 2005: Git (mit Harun Tekin)